# Konbaki
Konbaki is een bestuurslaag in het regentschap Timor Tengah Selatan van de provincie Oost-Nusa Tenggara, Indonesië. Konbaki telt 2012 inwoners (volkstelling 2010).